# Force India VJM04
A Force India VJM04 egy Formula–1-es versenyautó, amit a Force India tervezett  és versenyeztetett a 2011-es idényben. Pilótái Paul di Resta és Adrian Sutil voltak.

## Áttekintés
A csapat ebben az idényben is rendszeresen gyűjtötte a pontokat, rögtön a szezonnyitó ausztrál nagydíjon kettős pontszerzést könyvelhettek el. Legjobb eredményük három hatodik hely volt. Monacóban Sutil a negyedik helyen is haladt, ám nem sokkal a verseny vége előtt ütközött Pastor Maldonadóval, ami közvetetten kiváltott egy hatalmas balesetet, ami miatt piros zászlóval megszakították a futamot, és az újraindítást követően már csak hetedik tudott lenni. Kanadában a csapat mindkét versenyzője kiesett, balesetek miatt, és mindketten boxutcaáthajtásos büntetést kaptak.
A csapat az évet 69 ponttal konstruktőri hatodikként zárta.

## Eredmények
(Táblázat értelmezése)

(Félkövér: pole-pozícióból indult; dőlt: leggyorsabb kört futott) 

| Év   | Csapat              | Motor               | Gumik | Pilóták  | 1   | 2   | 3   | 4   | 5   | 6   | 7    | 8   | 9   | 10  | 11  | 12  | 13  | 14  | 15  | 16  | 17  | 18  | 19  | Pontok | Helyezés |
| ---- | ------------------- | ------------------- | ----- | -------- | --- | --- | --- | --- | --- | --- | ---- | --- | --- | --- | --- | --- | --- | --- | --- | --- | --- | --- | --- | ------ | -------- |
| 2011 | Force India F1 Team | Mercedes FO 108Y V8 | P     |          | AUS | MAL | CHN | TUR | ESP | MON | CAN  | EUR | GBR | GER | HUN | BEL | ITA | SIN | JPN | KOR | IND | ABU | BRA | 69     | 6.       |
| 2011 | Force India F1 Team | Mercedes FO 108Y V8 | P     | Sutil    | 9   | 11  | 15  | 13  | 13  | 7   | KI   | 9   | 11  | 6   | 14  | 7   | KI  | 8   | 11  | 11  | 9   | 8   | 6   | 69     | 6.       |
| 2011 | Force India F1 Team | Mercedes FO 108Y V8 | P     | Di Resta | 10  | 10  | 11  | KI  | 12  | 12  | 18 † | 14  | 15  | 13  | 7   | 11  | 8   | 6   | 12  | 10  | 13  | 9   | 8   | 69     | 6.       |

- † – Nem fejezte be a futamot, de rangsorolva lett, mert teljesítette a versenytáv 90%-át.